# Communauté de communes du Sud Amiénois
La communauté de communes du Sud Amiénois  était une communauté de communes française, située dans le département de la Somme.
Elle a été dissoute au 1er janvier 2007, par suite de l'adhésion de ses 6 communes à la Communauté d'agglomération Amiens Métropole

## Composition
Cette communauté de communes était composée des communes suivantes :
1. Estrées-sur-Noye
2. Grattepanche
3. Hébécourt
4. Remiencourt
5. Rumigny
6. Saint-Sauflieu

## Compétences
- Assainissement non collectif
- Collecte des déchets des ménages et déchets assimilés
- Construction ou aménagement, entretien, gestion d'équipements ou d'établissements culturels, socioculturels, socio-éducatifs, sportifs
- Création, aménagement, entretien et gestion de zone d'activités industrielle, commerciale, tertiaire, artisanale ou touristique
- Établissements scolaires
- Politique du logement social
- Schéma de cohérence territoriale (SCOT)

## Historique
Créée en 1993, la Communauté a été dissoute au 1er janvier 2007, les communes membres ayant adhéré à cette date à la communauté d'agglomération Amiens Métropole.

## Fiscalité
La communauté était financée par une fiscalité additionnelle sur les impôts locaux (Taxe d'habitation, Taxes foncières) ainsi qu'une taxe professionnelle de zone.

## Sources
- le splaf
- la base aspic